# Анна Каменова
Анна Каменова е псевдоним на Анна Михайлова Стайнова (Маджарова) – българска писателка и преводачка.

## Биография
Родена е в Пловдив на 31 декември 1894 г. в семейството на политика Михаил Маджаров, потомък на известен копривщенски род. Бабата на Анна е по-голяма сестра на Георги Бенковски. Брат ѝ Георги Маджаров е кмет на София от юни до ноември 1925 година.
Получава добро образование, а по време на престоя си в Англия и Русия, където баща ѝ е посланик, усъвършенства чуждите езици. Записва право в Софийския университет (1916). През 1919 г. Анна Каменова става съпруга на юриста и дипломат проф. Петко Стайнов. През 1924 г. художникът Иван Милев рисува неин портрет, а през 1925 година украсява къщата на Стайнови в Казанлък със стенописи.
По време на бомбардировката над София на 10 януари 1944 г. загиват родителите ѝ, сестра ѝ Василка, племенникът ѝ Петко Войников (син на Василка) и съпругата му Александра (Саша) Пундева-Войникова; Анна Каменова и съпругът ѝ оцеляват. Те поемат грижите за двете невръстни дъщери на Войникови.
Дълги години в къщата на Михаил Маджаров в Копривщица живеят и се грижат за нея Анна Каменова, професор Петко Стайнов и Петър Петров. Каменова участва в учредяването на „Общ копривщенски музей“, разположен в читалището на град Копривщица, с чието създаване се поставя началото на музейното дело в този град.
Умира на 1 август 1982 г.

## Творчество
Анна Маджарова-Стайнова е известна в литературните среди. В нейния софийски дом години наред се събират интелектуалци – изтъкнати художници, музиканти, политици, литератори и учени. През 1920 г. е привлечена за сътрудник на новосъздаденото списание „Златорог“ и приема литературен псевдоним Каменова, измислен от съпруга ѝ.
Завежда рубриката „През световния прозорец“ (1924 – 1929) на в. „Свободна реч“. Член на Секретариата на Съюза на българските писатели (от 1930). Член на българския ПЕН клуб (от 1930), секретар (1932 –1934, 1938 – 1941) и председател на клуба (1967 – 1971). През 20-те и 30-те години сътрудничи на списанията „Съвременник“, „Философски преглед“, „Слово“, на вестниците „Свободна реч“, „Женски глас“, в които публикува разкази, пътеписи, есета, рецензии за художествени произведения, театрални постановки, културни събития, творчески портрети на художници, актьори и музиканти.
Дебютният ѝ роман е „Харитининият грях“ (1930). Други книги, написани от нея, са „Градът е същият“, „Пет момичета“, „Часовник без стрелки“.
За деца Анна Каменова започва да пише сравнително късно, през 60-те години на 20 век. Първата ѝ повест за деца е озаглавена „Владко в Индия“, плод е на пътуване на авторката в Индия. Следва повестта „Владко се завръща от Индия“, която също е увлекателно разказана и въвежда българските читатели в примамлив и екзотичен свят. Каменова пише за деца разкази, приказки и една повест (1978 г.) за нейния сродник Георги Бенковски.
Превежда на български език книгите „Чичо Томовата колиба“ (1956) и „Вълшебникът от Оз“ (1967).

## Галерия
- Кореспонденция на Анна Каменова
- Източник: ДАА

## За нея
- Албена Вачева. „Защо сте тъй далечни, странници блестящи...“: Анна Каменова (1894 – 1972)“, електронно списание LiterNet, 19 ноември 2010, № 11 (132). – Ориг. в: „Неканоничната българска литература“. Т. 2. Благоевград: УИ „Н. Рилски“, 2010, с.160 – 184.
- Пашкова, Бианка – 90 години от рождението на Анна Каменова, сп. „Деца Изкуство Книги“, 1984, кн. 6
- Янков, Николай – Една приятна изненада. В „Литературен фронт“, бр. 14, 1961 год.